# Odoardo Borrani
Pour les articles homonymes, voir Borrani.
Odoardo Borrani  (Pise, 22 août 1833 - Florence, 14 septembre 1905) est un peintre italien du mouvement des Macchiaioli au XIXe siècle.

## Biographie

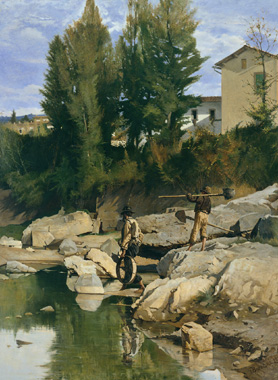
Renaioli nel Mugnone

Élève à l'Académie des beaux-arts de Florence, Odoardo Borrani s'orientait au début de sa carrière vers la peinture d'histoire avec des inspirations du Quattrocento florentin.
En 1853 à la table du Caffè dell'Onore situé sur la rue Borgo la Croce, il fait la connaissance de Telemaco Signorini. À son contact et à celui Cabianca, il s'oriente vers la recherche macchiaiola. Par la suite il se rapproche de la poétique de Silvestro Lega et à partir de 1876 il devient de plus en plus descriptif.
Il figure parmi les premiers peintres (avec Raffaello Sernesi) à exercer à l'extérieur, autour de Florence et ensuite sur l'Apennin pistoiese à  Castiglioncello.

## Œuvres dominantes
- Le 26 avril 1859 (1861)
- Cucitrici di camicie rosse (couturiéres de chemises rouges) (1863)
- Speranze perdute (Espoirs perdus) (1865)
- Carro rosso a Castiglioncello (Char rouge à Castiglioncello ) (1867)
- Orto a Castiglioncello (Jardin à Castiglioncello ) (vers 1865)
- L'analfabeta (l'analphabète) (1865)
- Riposo di muratori (le repos des maçons) (1869-1870)
- Renaioli nel Mugnone,
- Contadinella a Castiglioncello,
- Signora con ombrellino,
- Il dispaccio del 9 gennaio 1878,
- Case di Pannocchio a Castiglioncello,
- Bandiera Dipinta,